# Hyperbatus orbitalis
Hyperbatus orbitalis är en stekelart som först beskrevs av Thomson 1894.  Hyperbatus orbitalis ingår i släktet Hyperbatus och familjen brokparasitsteklar. Inga underarter finns listade i Catalogue of Life.